# 国兴寺遗址
国兴寺遗址，位于中国福建省福鼎市秦屿镇太姥山，国兴寺于唐乾符四年（877）始建，北宋重建，南宋晚期毁。遗址占地面积5000平方米。通过考古发掘，揭露出宋代房屋、天井、水沟、花台、过道等建筑基址，整体布局规整，做工考究，雕饰精美。出土有许多瓷器、建筑构件等。椤枷宝塔为附属文物。2005年5月11日公布为第六批福建省文物保护单位。